# Audrey Goutard
Audrey Goutard est une journaliste française de presse écrite, radio et télévision, aussi réalisatrice et écrivaine.

## Biographie

### Famille
Audrey Goutard est la fille de Noël Goutard, dirigeant dans de grands groupes industriels (Pfizer, Schlumberger, Thomson) et PDG de Valeo (de 1987 à 2000).

### Formation et début de carrière
Elle a étudié à Paris au lycée Buffon et à l'École active bilingue Jeannine-Manuel,.
Après des études supérieures à l'École des hautes études en sciences de l'information et de la communication - Celsa, elle commence sa carrière au journal Le Parisien, d'abord à la rubrique Paris où elle suit la politique locale, puis elle rejoint la rubrique « Information générale » comme  « reporter ».

### Carrière
En 1999, elle rejoint France-Soir « nouvelle formule » lancé par Jean-Luc Mano.
En 2000, elle rejoint l'équipe de Benoît Duquesne dans le grand service France/Étranger.
Depuis 2014, en plus d'être l'incarnation des journaux télévisés pour les dossiers sécurité, elle est l'une des responsables du service Enquête/Reportage qui regroupe le service informations générales et étranger de l'info. 
Elle est chef de service adjointe Enquêtes Reportages pour les chaînes France2 et France3. 
Elle a été spécialiste police/ justice pour les rédactions de France Télévision, notamment durant la période des attentats de 2015. C'est à ce titre qu'elle a été auditionnée par la Commission de lutte contre le terrorisme à l'Assemblée nationale le 25 avril 2016, afin d'évoquer le traitement éditorial des événements. Elle a  expliqué qu'au nom de la dignité des victimes, beaucoup d'images sont censurées par sa chaîne, France 2. « Ces images là, moi, elles me hantent, a-t-elle déclaré […] Nous diffusons à peine un dixième des images que nous voyons et je peux vous dire que je suis traumatisée à vie par les images que j'ai vues ».
Elle collabore et participe chaque mardi à l'émission de France Info Les Informés, une émission de débat (société/politique), présentée par Jean-François Achilli depuis septembre 2018[Quand ?],.

## Présentation
Audrey Goutard a conçu et présenté de septembre 2019 à juin 2020 l'émission Ligne directe sur France Info, une émission hebdomadaire dans la tranche du 17/20 de France Info. Un invité répond aux questions des téléspectateurs et réagit sur l'actualité de la semaine. 
Audrey Goutard a créé et présenté de mai 2018 à juillet 2019 l'émission L'instant T sur France Info. Dans cette émission hebdomadaire, elle reçoit en plateau un invité (personnalité ou anonyme) qui raconte un moment fort qui a influencé ou bouleversé le cours de sa vie, personnelle ou professionnelle puis commente un « instant T » de l'actualité.
À partir de Septembre 2024 elle présente, sur  franceinfo, en alternance avec Axel de Tarlé, le magazine d'information L'info s'éclaire.

## Réalisation
Audrey Goutard a réalisé plusieurs magazines :
- dans l'émission Envoyé spécial sur France 2 :
  - « À l'ombre du renseignement » (immersion à la DGSI)[8] - 19 septembre 2010,
  - « Crimes et Sentiments » (immersion à la Brigade criminelle) - 2012,
  - « Le 36, quai des Orfèvres » - 2012 ;
- dans l'émission 13/15 sur France 2 :
  - « Derrière les barreaux » (immersion au centre de détention de Villepinte) 2009,
  - « Mineurs en prison » (immersion en Établissement pénitentiaire pour mineurs) - 2010 ;
- dans l'émission Un œil sur la planète sur France 2 :
  - « Et si on légalisait le cannabis ? » - 2011[9].

## Chroniqueuse
Elle participe régulièrement aux émissions suivantes en tant que chroniqueuse :
- Et si c'était ça le bonheur ? sur Europe 1 avec Faustine Bollaert de 2010 à 2011[10] ;
- Les informés sur France Info tous les mardis depuis 2016[11].

## Publication
Le Grand Livre de la famille : tribus d'aujourd'hui, pour s'en sortir, passer les crises et profiter de la vie, éditions Jacob-Duvernet, 2010, 525 p.  (ISBN 978-2-84724-268-3).